# Guds moders avsomnandes kyrka, Oșorhei
Guds moders avsomnandes kyrka (rumänska: Biserica Adormirea Maicii Domnului) är en rumänsk-ortodox kyrkobyggnad belägen i byn Oșorhei i länet Bihor, i västra Rumänien.
Kyrkan är helgad åt högtiden Guds moders avsomnande, som är Östortodoxa kyrkans benämning på Jungfru Marie himmelsfärd.

## Historik
Guds moders avsomnandes kyrka i Oșorhei byggdes år 1710. 1926 genomgick kyrkan restaureringar.

## Kyrkan
Kyrkan är korsformad.

## Bilder

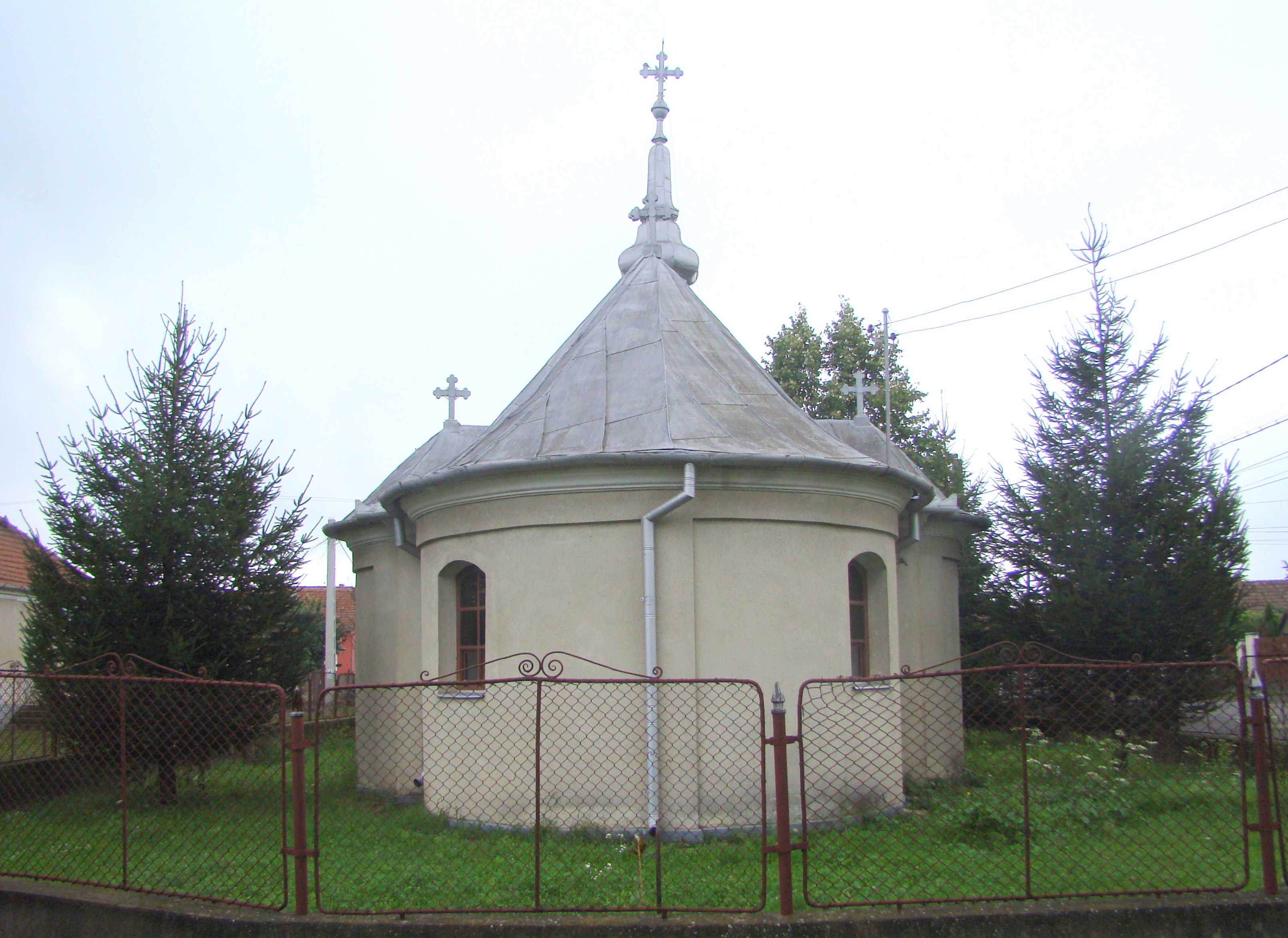
Absiden
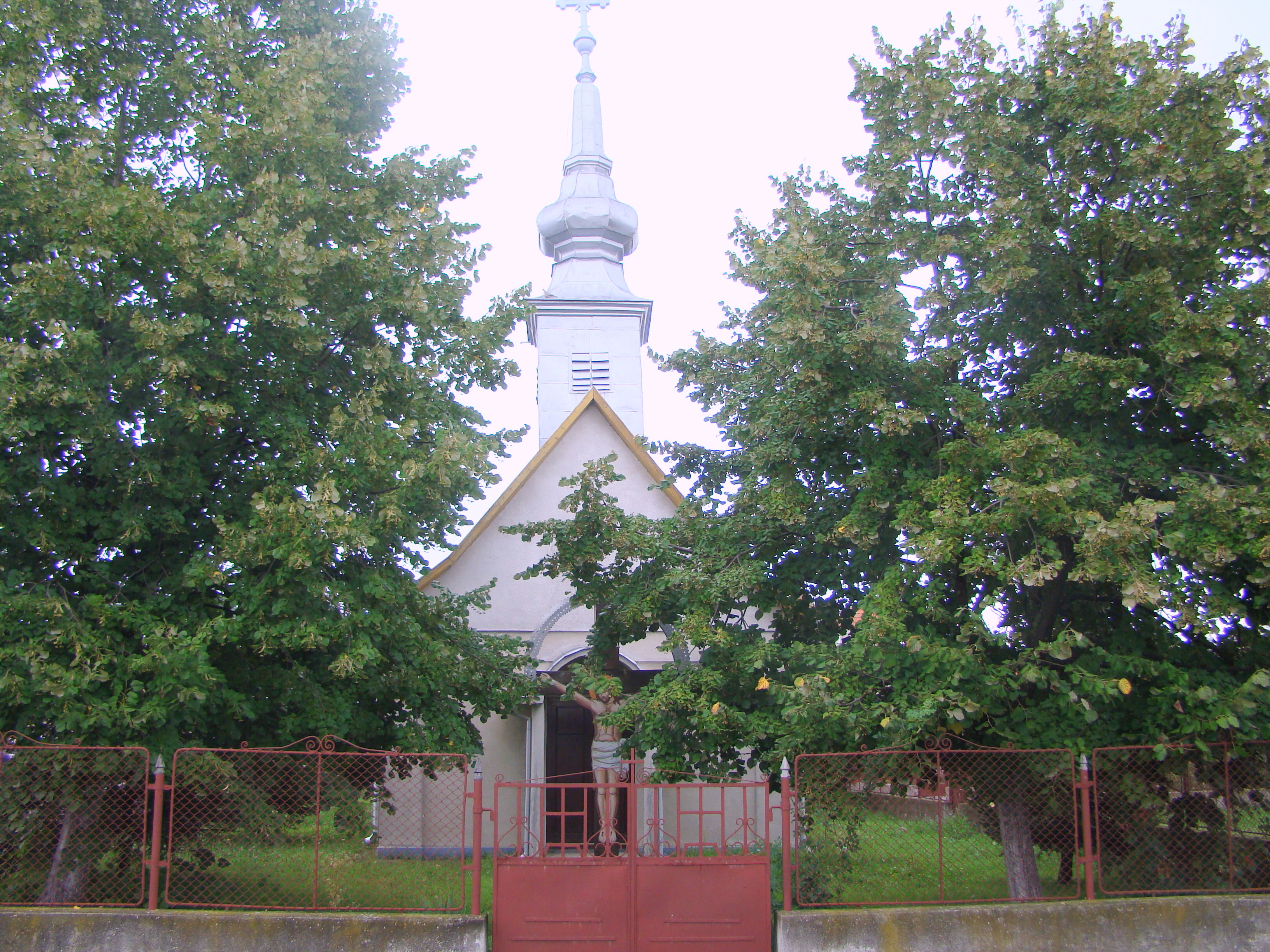
Kyrkan framifrån